# Stade Nándor-Hidegkuti
Le stade Nándor-Hidegkuti (en hongrois : Hidegkuti Nándor Stadion) est un stade de football situé dans le 8e arrondissement de Budapest. D'abord inauguré en 1912, reconstruit en 1947, puis une nouvelle fois en 2016, le stade est le domicile du MTK Budapest FC, un club emblématique de la capitale hongroise. 
Le stade a été un des lieux de tournage du film À nous la victoire (1981) de John Huston.

## Histoire

### Premier stade
Le MTK Stadion ou MOVE-pálya, le premier stade construit sur Salgótarjáni út en 1912, pouvait accueillir jusqu'à 40 000 spectateurs. Il a atteint cette affluence lors d'une rencontre entre la Hongrie et l'Autriche le 30 avril 1922. Il a accueilli les matchs du MTK Budapest FC jusqu'en 1945 ainsi que ceux de la sélection hongroise 1913 et 1939. Cependant, il a été démoli pendant la Seconde Guerre mondiale et a donc dû être complètement reconstruit. 

### Deuxième stade
Inauguré en 1947, le nouvel antre du MTK possédait à ses débuts une capacité d'environ 27 000 spectateurs. Le stade a donné lieu à plusieurs concerts, notamment les Scorpions en 1986 et Metallica en 1988. L'éclairage électrique est mis en place en 1987. 
Des rénovations importantes sont entreprises en 1995 avec la modernisation des tribunes, la création d'un espace VIP. La capacité de 12 700 places devient alors théorique car 5 000 places sont fermées et inaccessibles au public. Le stade peut donc depuis accueillir 7 515 spectateurs avec 2 000 places debout, c'est pourquoi la capacité UEFA pour les rencontres internationales n'est que de 5 515 spectateurs.
À la mort du footballeur Nándor Hidegkuti, membre du Onze d'or hongrois (Aranycsapat), le 14 février 2002, les dirigeants ont instantanément décidé de renommer le stade en son honneur. C'est donc depuis cette date que le nom de l'enceinte est officiellement Hidegkuti Nándor Stadion.
Il fait partie des 26 stades qui bénéficieront du programme de développement de stades annoncé en 2013. Une aide de 560 millions de forints sera apportée pour la modernisation du stade Nándor Hidegkuti.

### Troisième stade
Le 31 mai 2014, le MTK joue la dernière fois dans son ancien stade qui sera ensuite démoli en novembre. La tribune principale est démolie en mai 2015. Pendant les travaux le MTK Budapest joue au stade József-Bozsik du Budapest Honvéd. Dans le nouveau stade, le terrain de jeu est tourné d'un quart de tour, initialement il devait y avoir des places derrière les buts, mais elles seront supprimées en laissant la place à des murs en béton, pas très appréciés par les supporters. Le nouveau stade est inauguré le 13 octobre 2016, en présence du Premier ministre Viktor Orbán, le match inaugural est un match en souvenir de la finale de la coupe d'Europe des vainqueurs de coupe de football 1963-1964 contre le Sporting Portugal, le match se termine sur le score de 2 à 2. 
Le MTK joue son premier match officiel le 22 octobre 2016, lors de la 13e journée du championnat de Hongrie 2016-2017 contre le Gyirmót SE (1 - 0).
Le nouveau stade comprend 5 014 places assises, dont 504 places en loges, huit loges sont sur la tribune Est, et 17 loges sur deux étages sur la tribune Ouest.

## Rencontres internationales
| Date            | Équipe locale | Score | Équipe visiteuse | Compétition     | Affluence |
| --------------- | ------------- | ----- | ---------------- | --------------- | --------- |
| 31 octobre 1990 | Hongrie       | 4 – 2 | Chypre           | Élim. Euro 1992 | 4 000     |

## Emplacement et accès
Le stade est situé dans le 8e arrondissement de Budapest au croisement de Salgótarjáni út et Hungária körút, à environ 5 kilomètres à l'est du centre-ville.
Des lignes de tramway permettent d'accéder au stade :
- 1 1A depuis la station Puskás Ferenc Stadion de la  .
- 37 37A depuis la station Blaha Lujza tér de la  .

## Galerie

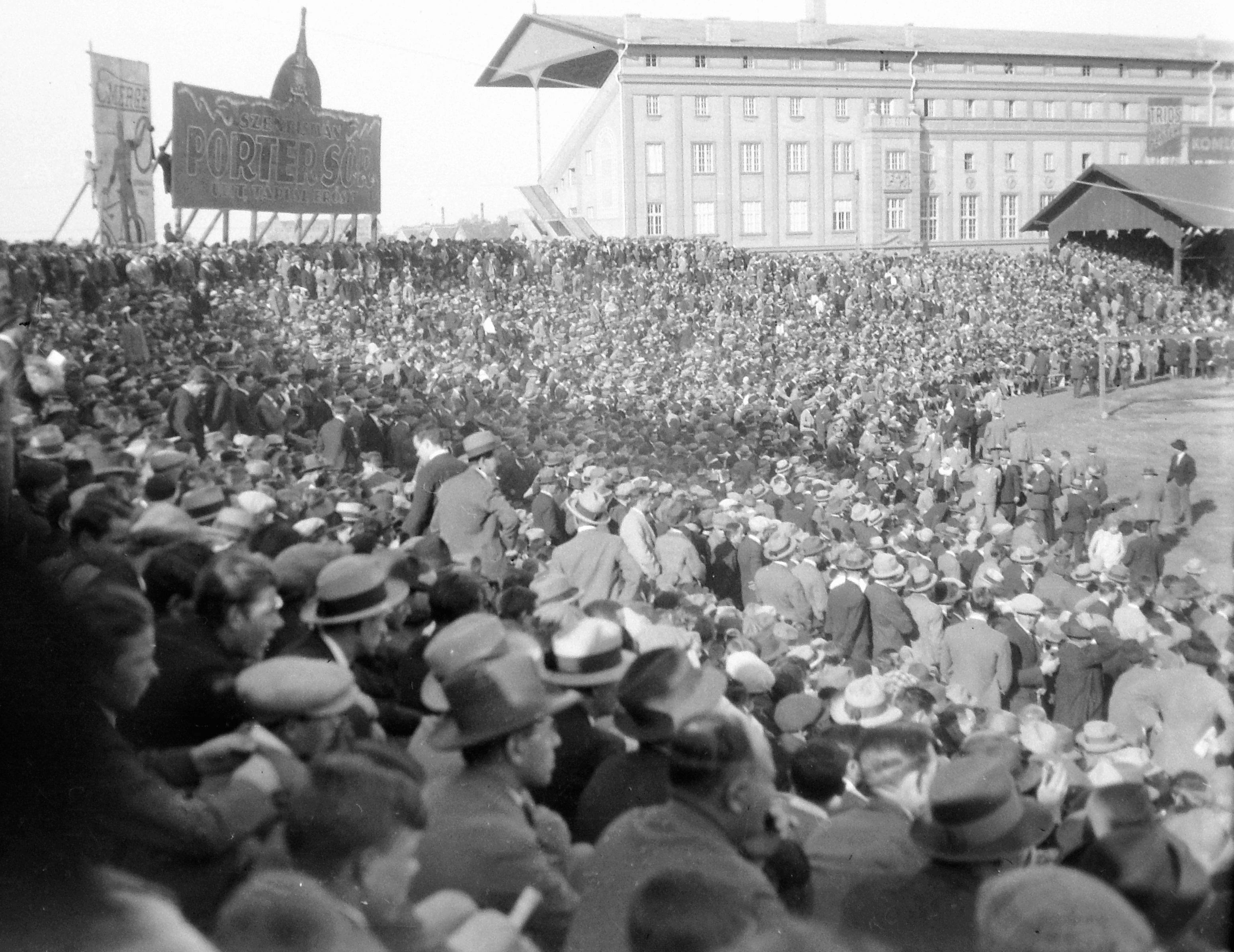
Le stade en 1929
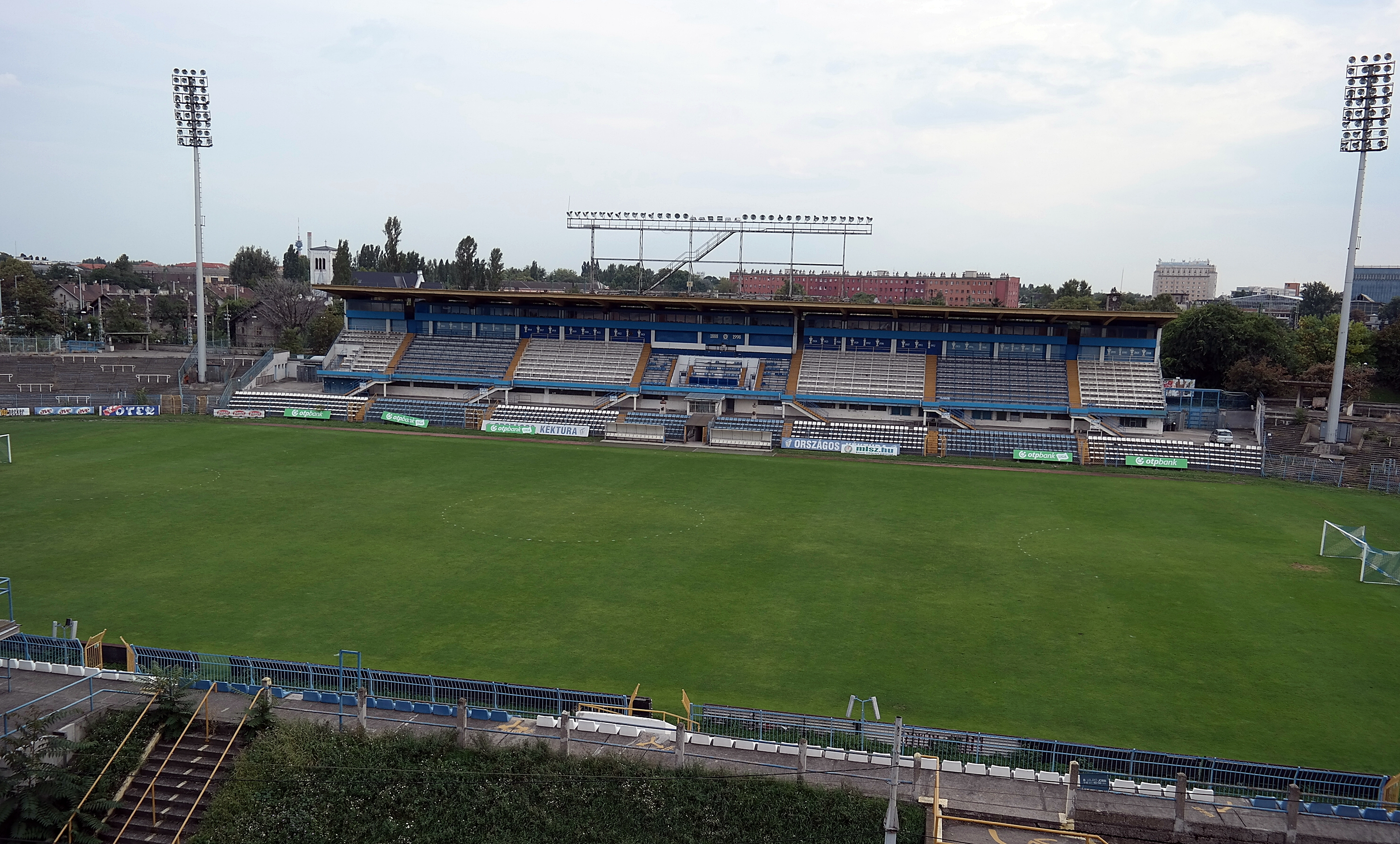
L'ancien stade Hidegkuti-Nándor (2014)
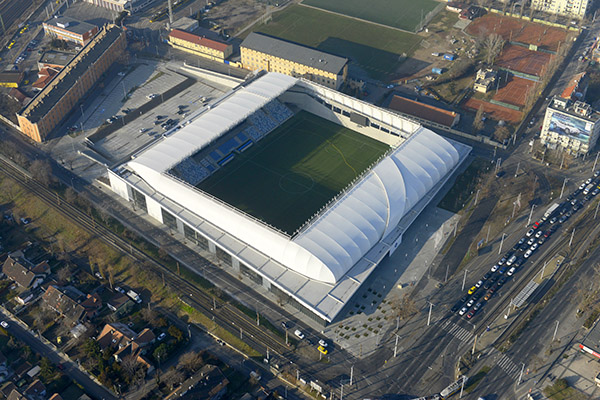
Vue aérienne en 2016